# Neoaviola insolens
Neoaviola insolens là một loài nhện trong họ Hahniidae. Chúng được miêu tả năm 1929 bởi Arthur Gardiner Butler, và chỉ được tìm thấy ở Australia. It might be a synonym for Rinawa.